# Záhory
Záhory (německy Sahorsch) jsou osada a část městyse Kunvald. Leží asi čtyři kilometry severozápadně od Kunvaldu a sousedí s obcí Rokytnice v Orlických horách, katastrem Dolní Rokytnice v Orlických horách, ke kterému do roku 1945 patřily. Nachází se pod kopcem Homole. U osady se nachází přírodní památka Údolí Záhorského potoka, jež je chráněna pro výskyt vzácných rostlin.

## Galerie

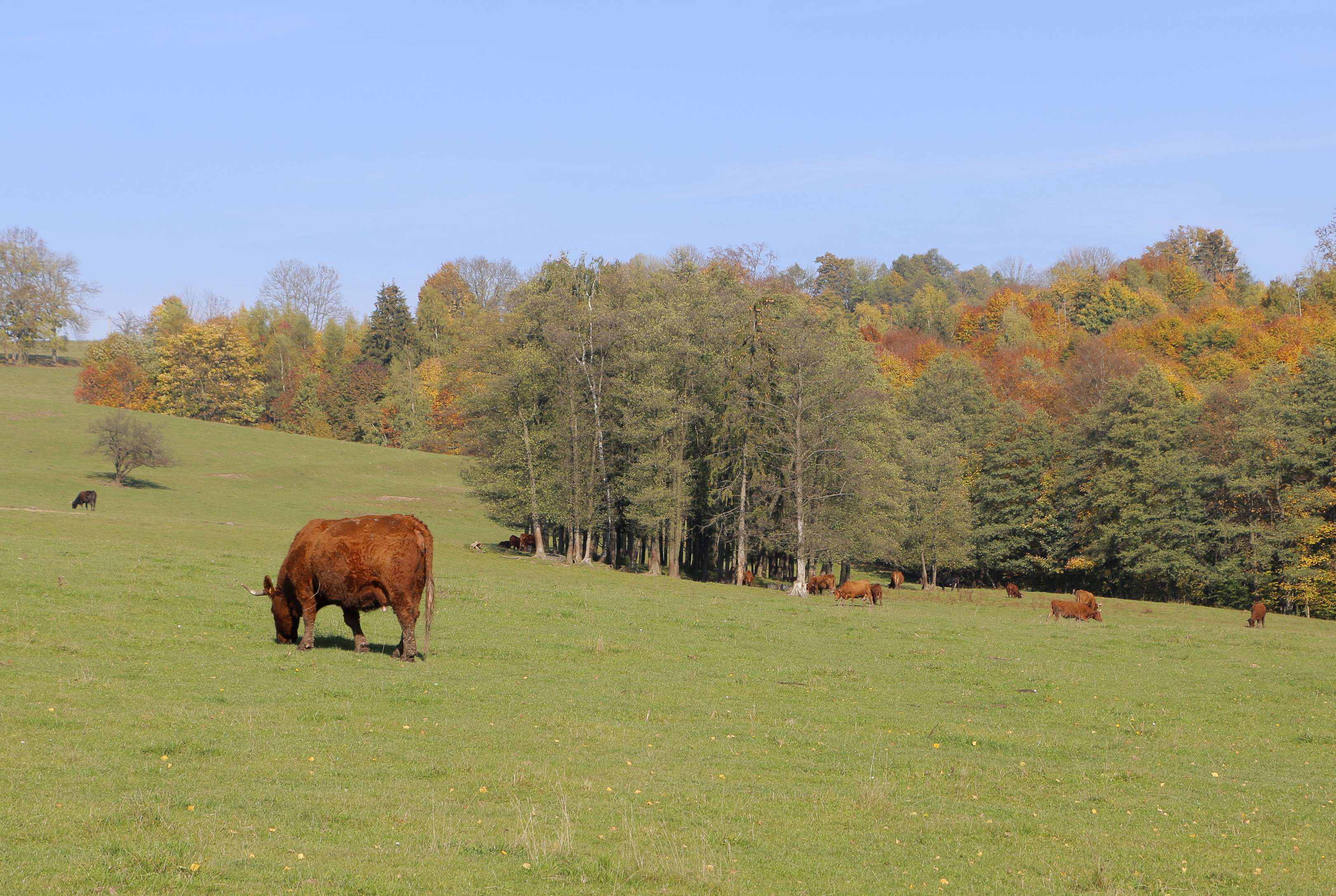
Pastviny
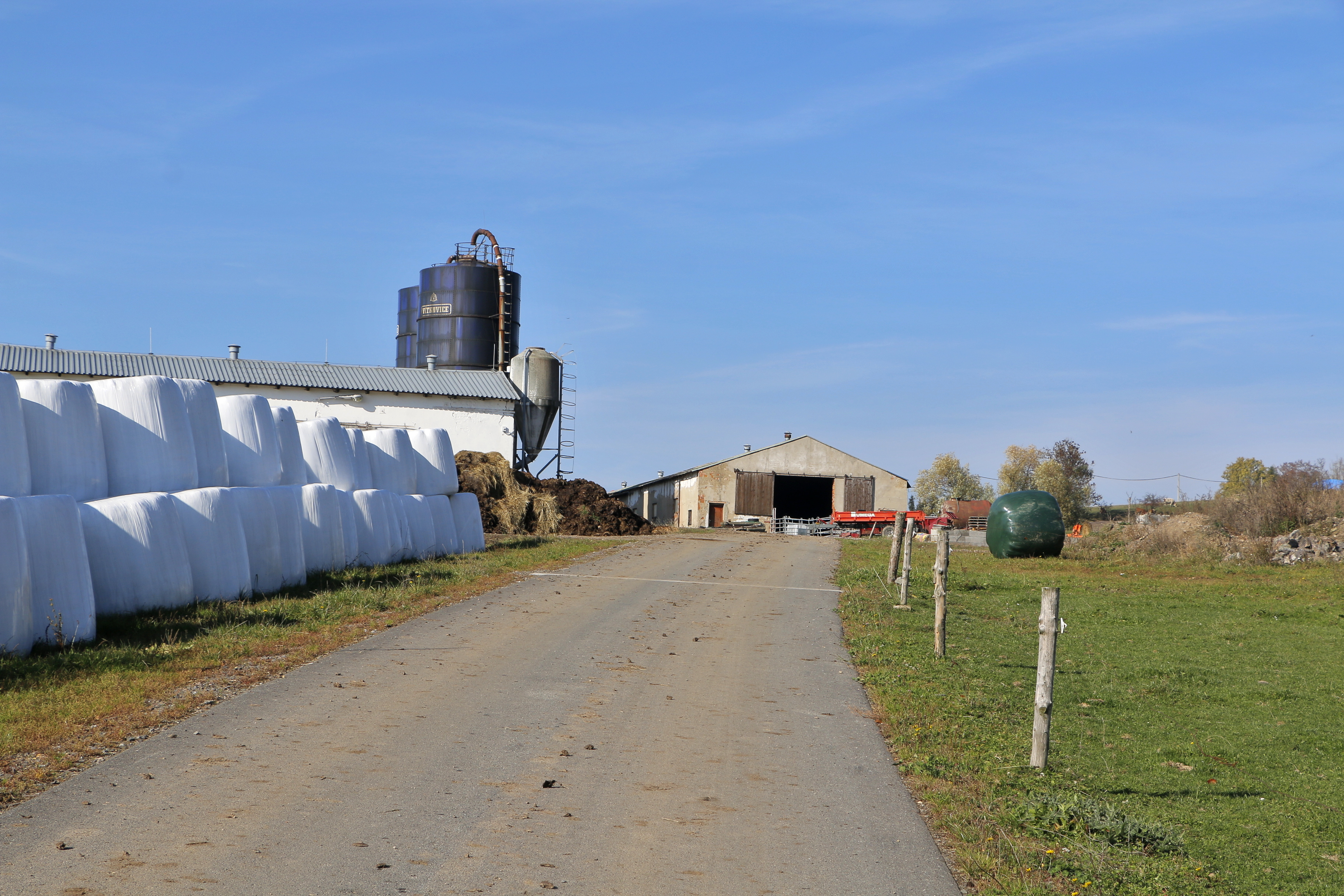
Farma
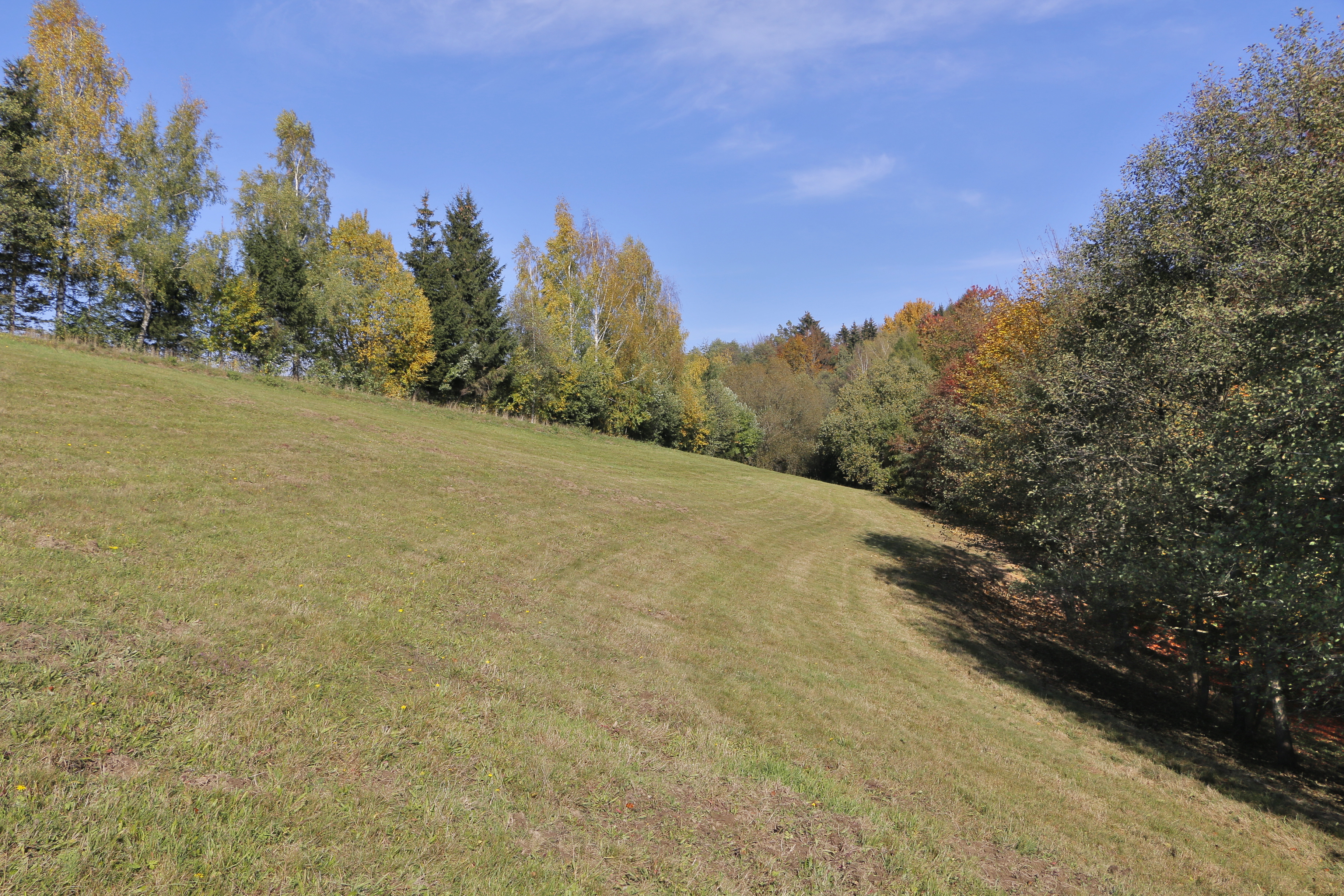
Údolí Záhorského potoka